# Schlumberger
Schlumberger Limited, (NYSE: SLB), är ett amerikanskt globalt serviceföretag inom petroleumindustrin. Företaget är världens största inom sin bransch.